# Cardiff City Football Club
Cardiff City Football Club (em galês: Clwb Pêl-droed Dinas Caerdydd) é um clube de futebol galês, com sede na cidade de Cardiff, no entanto, o clube é filiado a Football Association (Associação Inglesa de Futebol), disputando o Campeonato Inglês, porque até 1992 o País de Gales não tinha um campeonato de futebol profissional. O clube conseguiu o acesso à primeira divisão inglesa, a Premier League, quando conquistou o título da Segunda Divisão Inglesa, a Championship League.

## História

Escudo do Cardiff City no período de 2012 a 2015

O clube foi fundado em 1899 como Riverside Association Football Club, se fundiu com o Riverside Albion três anos depois e mudou para o atual nome em 1908.
Seu estádio é o Cardiff City Stadium, com capacidade para 33 mil espectadores e foi inaugurado em 2009.
Em 21 de janeiro de 2019, O Cardiff City anunciou contratação do jogador argentino Emiliano Sala como a contratação mais cara do clube, que desembolsou 15 milhões de libras (o equivalente a R$ 73,4 milhões) pelo seu futebol. Enquanto fazia justamente o percurso rumo ao seu novo clube, o avião em que estava desapareceu enquanto sobrevoava o Canal da Mancha, no dia 21 de janeiro de 2019, sendo, assim, um dos dois mortos deste voo privado, encontrado por buscas particulares nas adjacências de Guernsey, em 3 de fevereiro, quase 2 semanas depois. Emiliano Sala não sobreviveu ao voo privado e não conseguiu assinar o contrato.

## Principais títulos
| NACIONAIS (INGLATERRA) | NACIONAIS (INGLATERRA)  | NACIONAIS (INGLATERRA) | NACIONAIS (INGLATERRA) |
|                        | Competição              | Títulos                | Temporadas             |
| ---------------------- | ----------------------- | ---------------------- | ---------------------- |
|                        | Copa da Inglaterra      | 1                      | 1926-27                |
|                        | Supercopa da Inglaterra | 1                      | 1927                   |

| NACIONAIS (PAÍS DE GALES) | NACIONAIS (PAÍS DE GALES) | NACIONAIS (PAÍS DE GALES) | NACIONAIS (PAÍS DE GALES) |
|                           | Competição                | Títulos                   | Temporadas |
| ------------------------- | ------------------------- | ------------------------- | --- |
| País de Gales             | Copa de Gales             | 22                        | 1911-12, 1919-20, 1921-22, 1922-23, 1926-27, 1927-28, 1929-30, 1955-56, 1958-59, 1963-64, 1964-65, 1966-67, 1967-68, 1968-69, 1969-70, 1970-71, 1972-73, 1973-74, 1975-76, 1987-88, 1991-92, 1992-93 |
| País de Gales             | Liga do País de Gales     | 1                         | 2001-02 |

### Outras conquistas nacionais
| Nacionais Divisões Subalternas | Nacionais Divisões Subalternas | Nacionais Divisões Subalternas | Nacionais Divisões Subalternas |
|                                | Competição                     | Títulos                        | Temporadas                     |
| ------------------------------ | ------------------------------ | ------------------------------ | ------------------------------ |
|                                | EFL Championship               | 1                              | 2012–13                        |
| Inglaterra                     | Football League One            | 1                              | 1946–47                        |
| Inglaterra                     | Quarta Divisão                 | 1                              | 1992–93                        |
|                                |                                |                                |                                |

## Uniformes

### 1º Uniforme
| 2020–2021 | 2019–2020 | 2018–2019 | 2017–2018 | 2016–2017 | 2015–2016 | 2014–2015 | 2013–2014 | 2012–2013 | 2011–2012 | 2010–2011 |

| 2009–2010 |

### 2º Uniforme
| 2020–2021 | 2019–2020 | 2018–2019 | 2017–2018 | 2016–2017 | 2015–2016 | 2014–2015 | 2013–2014 | 2012–2013 | 2011–2012 | 2010–2011 |

| 2009–2010 |

### 3º Uniforme
| 2020-2021 | 2019–2020 | 2018–2019 |  |  |  |  |  |  |  |  |  |  |  |  |  |  |  |  |  |  |  |  |  |  |  |  |  |  | 2015–2016 |  |  |  |  |  |  |  |  |  |  |  |  |  |  |  |  |  |  |  |  |  |  |  |  |  |  | 2013–2014 | 2012–2013 | 2011–2012 |  |  |  |  |  |  |  |  |  |  |  |  |  |  |  |  |  |  |  |  |  |  |  |  |  |  |

### Goleiros
2019–2020
| Cores do Time · Cores do Time · Cores do Time · Cores do Time · Cores do Time | Cores do Time · Cores do Time · Cores do Time · Cores do Time · Cores do Time | Cores do Time · Cores do Time · Cores do Time · Cores do Time · Cores do Time |